# Inga oblanceolata
Inga oblanceolata är en ärtväxtart som beskrevs av Nathaniel Lord Britton och Ellsworth Paine Killip. Inga oblanceolata ingår i släktet Inga och familjen ärtväxter. Inga underarter finns listade i Catalogue of Life.